# Saint-Aubin-Rivière
Saint-Aubin-Rivière is een gemeente in het Franse departement Somme (regio Hauts-de-France) en telt 116 inwoners (2009). De plaats maakt deel uit van het arrondissement Amiens.

## Geografie
De oppervlakte van Saint-Aubin-Rivière bedraagt 3,1 km², de bevolkingsdichtheid is dus 37,4 inwoners per km².
De onderstaande kaart toont de ligging van Saint-Aubin-Rivière met de belangrijkste infrastructuur en aangrenzende gemeenten.

## Demografie
Onderstaande figuur toont het verloop van het inwonertal (bron: INSEE-tellingen).